# 葉室顕孝
葉室顕孝（はむろ あきたか、寛政8年（1796年）9月4日 - 安政5年（1858年）6月9日）は、江戸時代後期の公卿。

## 官歴
- 享和元年（1801年）：従五位下
- 享和3年（1803年）：従五位上
- 文化3年（1806年）：正五位下
- 文化4年（1807年）：侍従
- 文化8年（1811年）：右少弁
- 文化11年（1814年）：春宮権大進
- 文化12年（1815年）：蔵人、左少弁、正五位上
- 文化13年（1816年）：賀茂奉行、勧学院別当
- 文化14年（1817年）：権右中弁、右衛門権佐
- 文政元年（1818年）：右衛門権佐
- 文政4年（1821年）：右中弁
- 文政5年（1822年）：御祈奉行
- 文政7年（1824年）：右大弁、蔵人頭、造興福寺長官、正四位下
- 文政8年（1825年）：正四位上、神宮弁
- 文政10年（1827年）：従三位、参議
- 文政11年（1828年）：左大弁、踏歌外弁
- 天保元年（1830年）：正三位
- 天保2年（1831年）：東照宮奉幣使、権中納言
- 天保4年（1833年）：従二位
- 天保7年（1836年）：右衛門督、検非違使別当
- 天保8年（1837年）：正二位
- 弘化4年（1847年）：権大納言

## 系譜
- 父：葉室頼寿
- 子：葉室顕胤
- 子：葉室顕熙
- 子：葉室長順
- 子：粟田口定孝